# Venus, Adonis y Cupido (Annibale Carracci)
Venus, Adonis y Cupido,  perteneciente a la colección del Museo del Prado (Madrid, España), es un cuadro realizado hacia el año 1590 por el pintor del clasicismo romano-boloñés Annibale Carracci, considerado como una de sus obras maestras.

## Historia

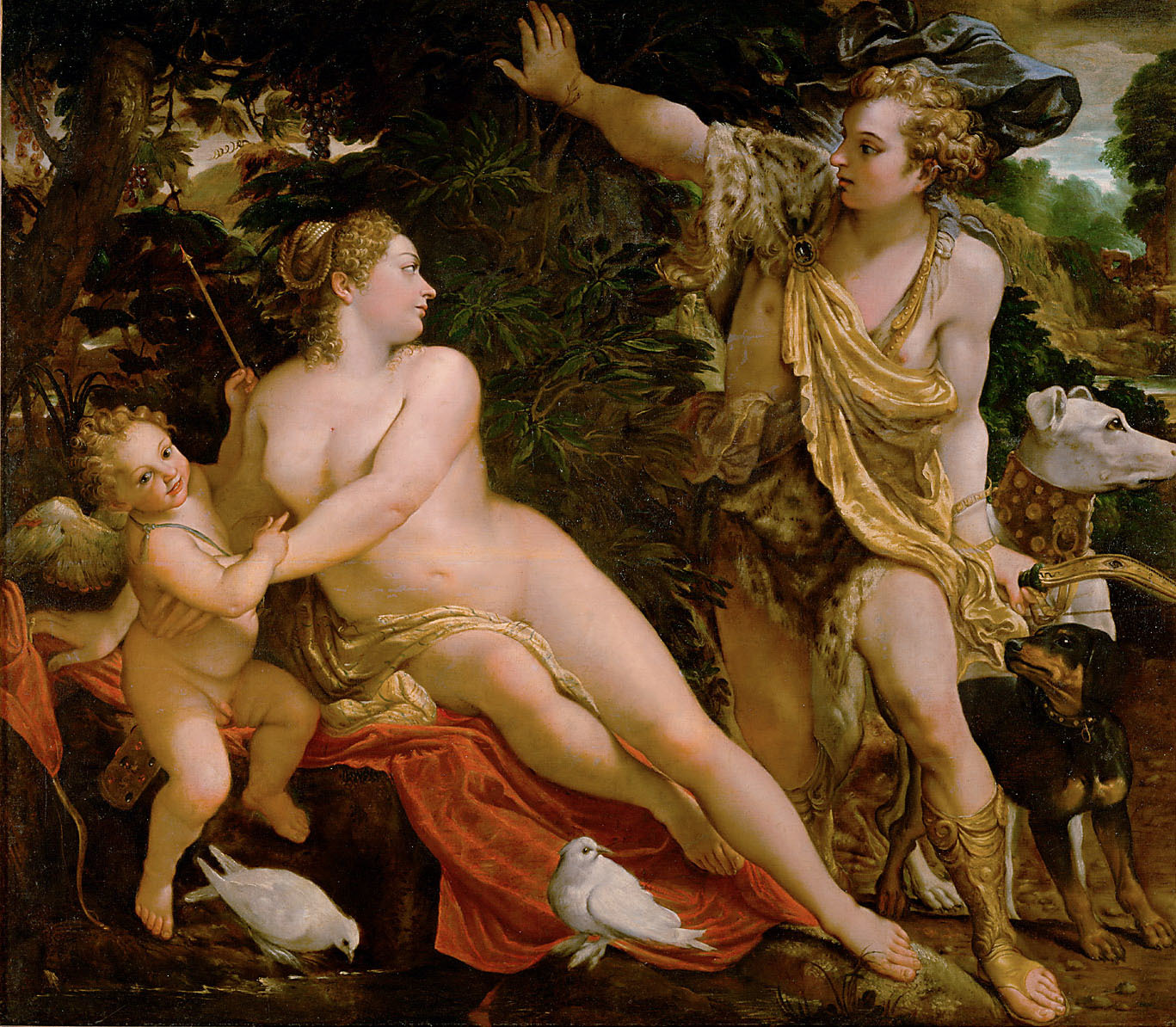
La versión conservada en Viena.

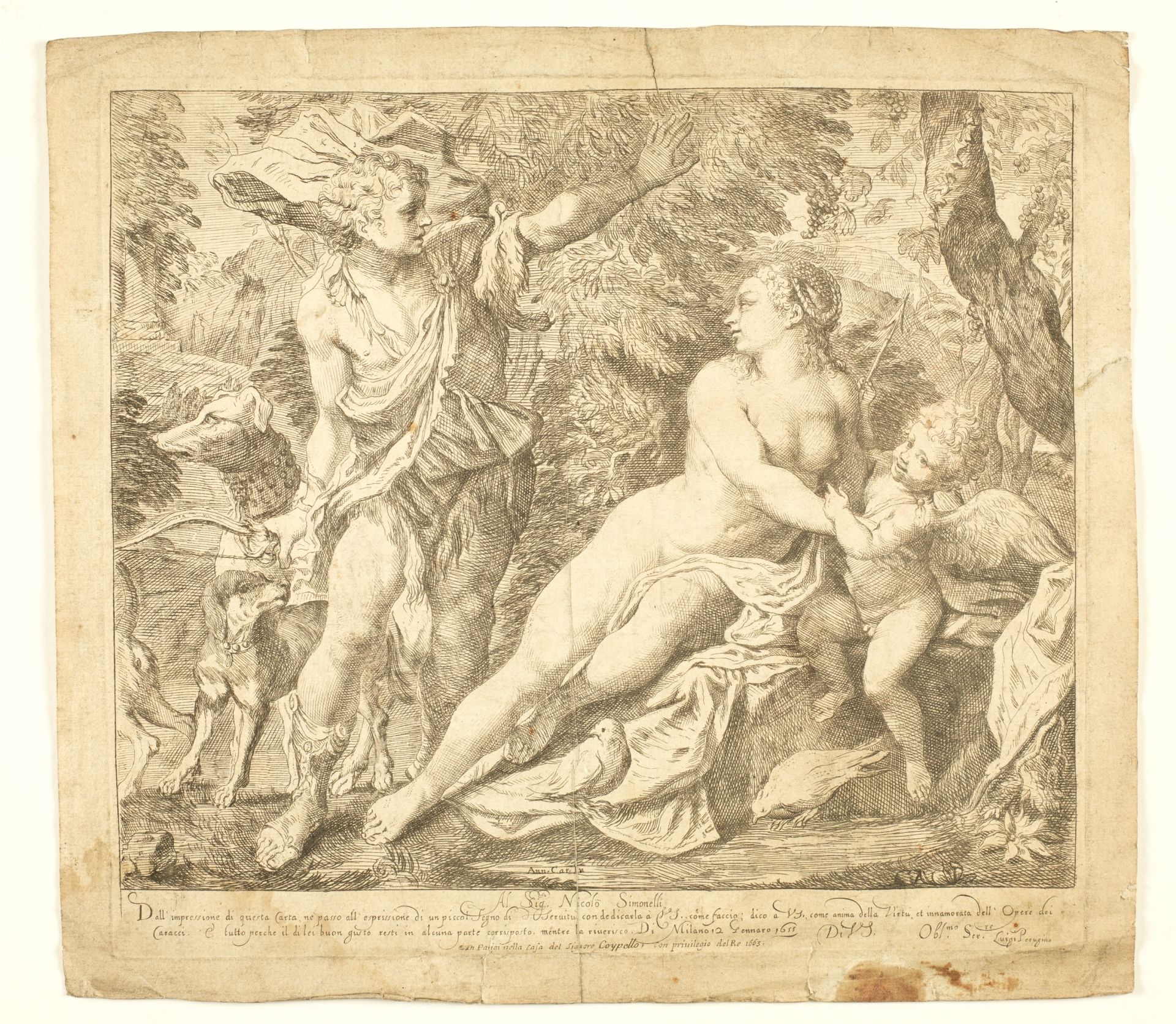
Luigi Scaramuccia, por pintura de Annibale Carracci: Venus, Adonis y Cupido. Aguafuerte y buril, 1655, edición de 1663, tercer estado de tres. Gabinete de Dibujos, Estampas y Fotografías del Museo del Prado, donación Pedro Alberdi.

La pintura procede de la colección del aristócrata y militar genovés Giovan Francesco Serra di Cassano, marqués de Almendralejo y Strevi, maestre de campo general de los ejércitos españoles. Tras su muerte, su hijo Giuseppe realizó una almoneda de sus bienes en Nápoles en 1664, y en ella fue adquirida esta obra junto con otras diecisiete (entre ellas Hipómenes y Atalanta de Guido Reni, hoy también en el Prado) por el virrey Gaspar de Bracamonte Guzmán, conde consorte de Peñaranda de Bracamonte, por encargo del rey Felipe IV de España. En el catálogo de la venta es descrita como «famosa» y «di mano de Aníbal Carracci fatta di lui ad emulatione di quella di Tiziano» (de mano de Aníbal Carracci hecha por él a emulación de la de Tiziano).
Almacenada y poco accesible durante décadas, la obra recobró estimación a partir de 1970, gracias a la exposición  Pintura italiana del siglo XVII. Exposición conmemorativa del ciento cincuenta aniversario de la fundación del Museo del Prado, que se montó en el Casón del Buen Retiro y de la que fue comisario Alfonso E. Pérez Sánchez, muestra que permitió rescatar ésta y muchas otras pinturas italianas del Seicento (entre ellas la mencionada Hipómenes y Atalanta de Reni), que habían permanecido durante décadas menospreciadas, eclipsadas por el esplendor de la pintura veneciana del Renacimiento. En este caso particular se unió el agravante de que la capa pictórica estaba severamente alterada por repintes, barnices oxidados y suciedad, lo que llevó incluso a que durante mucho tiempo fuera considerada una simple copia de otro ejemplar con ligeras variantes conservado en el Kunsthistorisches Museum de Viena. Sin embargo, la restauración a la que fue sometida sacó de nuevo a la luz las altas calidades pictóricas del lienzo, desveló (mediante rayos X) varias correcciones (por ejemplo, Adonis inicialmente portaba una lanza en lugar de un arco), y en la actualidad es considerada unánimemente original de Carracci así como el modelo en el cual se basó la obra vienesa, y no al revés. En 2005 tras finalizar la restauración mereció una exposición en el Prado, en la cual se expuso junto a dos famosas pinturas del mismo tema debidas a Tiziano y Veronese.
Se conservan dibujos preparatorios en el Museo de la Real Academia de Bellas Artes de San Fernando, Galleria degli Uffizi de Florencia y en el Museo Británico de Londres.
De la composición existe un grabado abierto en 1655 por el artista italiano Luigi Pellegrino Scaramuccia, en tres estados, ejecutados al aguafuerte, el primer estado, y aguafuerte y buril los otros dos. Los dos primeros fueron editados por Pierre Bertrand, mientras que el tercero lo fue por Antoine Coypel. En 2016 el Prado recibió en donación un ejemplar del último estado.
La obra también fue grabada por los españoles Rafael Esteve y Pedro Pascual Moles.